# Angry Video Game Nerd: The Movie
Angry Video Game Nerd: The Movie é um filme americano independente de ficção científica, aventura, comédia escrita e dirigida por James Rolfe e Kevin Finn, baseado na websérie The Angry Video Game Nerd, também criada por Rolfe.
A história se centra em torno da então lenda urbana do enterro em massa de milhões de cópias do game de Atari 2600 de 1982, ET - O Extraterrestre , proclamado por alguns como o "pior jogo de vídeogame de todos os tempos". Depois de uma recusa de longa data para abordar o jogo em sua série na web, o Nerd sucumbe à pressão dos fãs para rever o videogame, iniciando uma missão para provar que não há nada enterrado lá. No entanto, a equipe é perseguida por autoridades federais, lideradas pelo vilão General Dark Onward, que acredita que ele está investigando a Área 51 e o acidente de um objeto voador não identificado.
O filme estreou em 21 de julho de 2014 no Grauman's Egyptian Theatre em Hollywood e foi lançado on-line via video sob demanda em 2 de setembro de 2014. A versão Blu-ray do filme foi lançada em 14 de dezembro de 2014 através da Amazon.com, com a versão do DVD lançada em 13 de maio de 2015. O orçamento do filme foi de mais de US$ 325.500.

## Enredo
Em 1983, 2 milhões de cópias do "pior jogo de vídeo de todos os tempos", ET (referido como "Eee Tee" por motivos de direitos autorais) para o Atari 2600, são despejados em um aterro sanitário fora de Alamogordo, no Novo México. No presente, a produtora Mandi (Sarah Glendening) da Cockburn Industries, Inc. propõe a seus chefes criando uma sequência intencionalmente ruim, EeeTee 2. Graças à popularidade e ao sucesso do Angry Video Game Nerd, as vendas de jogos mal feitos aumentaram dramaticamente, e uma revisão do EeeTee 2 pelo Nerd levaria seus fãs a comprar o jogo.
O Nerd (James Rolfe) e seu companheiro Cooper Folly (Jeremy Suarez) estão trabalhando em uma revisão de videogames. O Nerd tornou-se desanimado ao longo dos anos, enquanto seus fãs continuam a comprar e jogar os jogos que ele revê e adverte as pessoas para se manter longe. Além disso, o Nerd deve promover e vender jogos de vídeo ruins como parte de seu trabalho na GameCops. Quando ele descobre o marketing para o EeeTee 2, seus fãs o encorajam a revisar a ET, algo com o qual ele se defronta há anos porque o jogo o traumatizou quando criança. Depois de algum pensamento pessoal, o Nerd decide ir a Alamogordo para desmantelar a conspiração em torno dos cartuchos enterrados. Ele é acompanhado por Cooper e Mandi, e a viagem é completamente financiada pela Cockburn Industries.
Ao filmar sua expedição, Cooper revela que ele acredita em um super-ser conhecido como Death Mwauthzyx, que tem o poder de destruir toda existência. O sargento McButter (Helena Barrett) e o general Dark Onward (Stephen Mendel), achando que o trio está procurando por extraterrestres, tentando capturá-los. Onward acidentalmente sopra seu braço direito com uma granada, dando ao trio tempo suficiente para escapar.
O Nerd, Cooper e Mandi procuram pelo criador de ET , Howard Scott Warshaw , para obter respostas. Eles acabam por chegarr na casa do Dr. Zandor (Time Winters), que lhes diz que nível design de EeeTee é um mapa exato da área 51 . O Dr. Zandor deu o código para Warshaw para ajudá-lo a cumprir o prazo de cinco semanas Atari set for ET 'a conclusão, e para se vingar do governo por sequestrar e manter refém como um alienígena que ele estava tentando libertar. O governo ordenou o enterro dos cartuchos, enquanto Zandor escapou com o material metálico. A Área 51 estava pesquisando na época na tentativa de remontar a nave espacial do alienígena, substituindo-a por papelão de lata. Mandi é capturado por McButter enquanto vagava fora da casa. O Nerd e o Cooper, acreditando que ela é um agente duplo, não a seguem.
Voltando a Alamogordo, o Nerd e Cooper descobrem uma grande multidão de fãs e o chefe da Cockburn Industries promovendo o lançamento do ET 2 com a promessa de escavar uma cópia do ET original. O Nerd diz a seus fãs que não há cartuchos enterrados lá, mas o próprio Warshaw aparece e conta aos fãs o oposto. Irritado, o Nerd invade a Área 51 disfarçado de alienígena. Ele é capturado, e o general Onward tenta forçá-lo a jogar ET . Onward lança um míssil no Monte Fuji , a base do logotipo Atari, e ao sair da sala, o braço esquerdo é cortado na porta. Durante a contagem regressiva do lançamento, um alienígena parecido com o de ET agarra o Nerd e o puxa para a segurança.
A destruição do Monte Fuji libera Death Mwauthzyx, que estava preso dentro da montanha. Enquanto isso, Mandi mantém McButter longe da localização de Nerd e Cooper, eventualmente levando-os a um confronto na Torre Eiffel em Las Vegas .
O Nerd e o estrangeiro escapam em um avião de combate semelhante a um game de NES Top Gun , enquanto o alienígena revela Death Mwauthzyx pode destruir toda a existência, girando a antena parabólica na cabeça. Cooper é capturado pela Death Mwauthzyx e trazido para Las Vegas , onde Mandi bate McButter fora da Torre Eiffel até a morte. Mandi também é capturado por Death Mwauthzyx. O Nerd e Alien crash-land no site Alamogordo, onde um Dr. Zandor capturado grita para eles que ele escondeu o metal da nave espacial alienígena nos milhões de cartuchos do jogo Eee Tee. Alien convoca todas as cópias do jogo para formar a nave espacial. O Nerd e o Alien deixam para Las Vegas para parar Death Mwauthzyx. O Incontexto Geral Onward é morto quando tentando detê-los.
O Nerd dispara um laser na antena parabólica de Death Mwauthzyx, fazendo com que Death Mwauthzyx desapareça para sempre. Eles retornam ao site Alamogordo e se reúnem com os fãs do Dr. Zandor e do Nerd. Cooper e Mandi compartilham um beijo, enquanto o Nerd finalmente analisa ET durante os créditos finais para seus fãs antes que o Alien sai para o bem.

## Elenco
| Ator/Atriz           | Personagem          |
| -------------------- | ------------------- |
| James Rolfe          | Nerd                |
| Jeremy Suarez        | Cooper              |
| Sarah Glendening     | Mandi               |
| Stephen Mendel       | General Dark Onward |
| Helena Barrett       | sargento McButter   |
| Time Winters         | Dr. Zandor          |
| Bobby Charles Reed   | Bernie Cockburn     |
| Eddie Pepitone       | Mr. Swann           |
| Robbie Rist          | Alien (Voz)         |
| Matt Conant          | Death Mwauthzyx     |
| Andre Meadows        | cliente da loja     |
| Howard Scott Warshaw | Ele mesmo           |
| Matt Brewer          | Young Zandor        |
| Nathan Barnatt       | Keith Apicary       |
| Logan Grove          | Bradley             |

## Desenvolvimento
James Rolfe passou a maior parte de sua vida sonhando em ser um cineasta profissional e quando viu a popularidade da série da web AVGN, ele viu a oportunidade de cumprir essa ambição. Desenvolvimento do filme começou no final de 2006, após a popularidade de Angry Video Game Nerd, com a conclusão do roteiro de 2008. Foi sugerido pela revista GamesTM que o desenvolvedor do jogo ET, Howard Scott Warshaw estaria fazendo parte da produção do filme. A produção do filme foi adiada por vários anos devido à agitada programação de produção do AVGN de Rolfe série web, em que Rolfe estava filmando continuamente dois episódios por mês.
Rolfe utilizou consistentemente artigos e vídeos on-line para documentar o desenvolvimento do filme e solicitar talentos para o elenco e a equipe. Foram realizadas chamadas de lançamento aberto, incluindo uma hospedada pelo Channel Awesome em em Chicago, com audições ao vivo realizadas por um dos atores do filme, Doug Walker, também o ator da Nostalgia Critic. Rolfe pediu a sua base de fãs para fornecer imagens de ficção de webcam de si mesmos reagindo às webseries do Nerd para serem usadas em uma seqüência no início do filme, que apresenta o personagem Angry Video Game Nerd.
Usando a câmera Panasonic AG-AF100, James Rolfe escolheu usar efeitos especiais principalmente práticos para os efeitos visuais do filme, criando a maioria filmando miniaturas na frente de uma tela verde que depois foi digitalmente colocada no filme. Este processo foi mais demorado do que usando CGI.
A revisão do jogo caracterizou nos créditos finais foi liberado mais tarde como um episódio de stand-alone de Angry Video Game Nerd, com o jogo sob o seu título apropriado, em vez de o "Eee Tee" usada no filme, que foi usado para Evitst disputa legal dos detentores de direitos autorais.

## Trilha Sonora
A trilha sonora do filme foi composta por Bear McCreary , que já havia trabalhado com o Rolfe na webserie no episódio especial de natal "How The Nerd Stole Christmas". McCreary utilizou música de rock-and-roll, música de heavy metal, uma orquestra sinfônica e elementos sintetizados do hardware do NES, SNES e SEGA Genesis para compor a trilha sonora. O álbum apresenta dois remixes de McCreary, bem como duas músicas escritas por seu irmão Brendan McCreary e interpretada pela banda Young Beautiful in a Hurry. O álbum foi lançado no iTunes Store no dia 2 de setembro de 2014.
Toda música foi composta por McCreary, exceto quando indicado de outra forma.
| N.º            | Título                                                       | Performer                  | Duração |  |
| 1.             | "Theme from Angry Video Game Nerd: The Movie"                |                            | 4:41    |  |
| 2.             | "Nerds Before Birds"                                         | Young Beautiful in a Hurry | 3:55    |  |
| 3.             | "Nerd Nightmares"                                            |                            | 3:42    |  |
| 4.             | "The Landfill"                                               |                            | 1:54    |  |
| 5.             | "Humvee Chase"                                               |                            | 2:43    |  |
| 6.             | "Barcade"                                                    | Young Beautiful in a Hurry | 2:44    |  |
| 7.             | "The Story of Death Mwauthzyx"                               |                            | 1:54    |  |
| 8.             | "Save the Fans"                                              |                            | 3:31    |  |
| 9.             | "Zandor's Tale"                                              |                            | 4:07    |  |
| 10.            | "Howard Scott Warshaw"                                       |                            | 4:43    |  |
| 11.            | "Sacred Ground of the Golden Turd (Bear McCreary Remix)"     | Kyle Justin                | 2:16    |  |
| 12.            | "General Dark Onward"                                        |                            | 5:50    |  |
| 13.            | "Unidentified Flying Nerd"                                   |                            | 2:56    |  |
| 14.            | "Killer Robots"                                              |                            | 2:25    |  |
| 15.            | "Death Mwauthzyx Rises"                                      |                            | 5:44    |  |
| 16.            | "The Nerdy Hero"                                             |                            | 10:15   |  |
| 17.            | "Birds Before Nerds"                                         |                            | 2:28    |  |
| 18.            | "Source Music Medley"                                        |                            | 5:31    |  |
| 19.            | "Maverick Regeneration"                                      |                            | 4:11    |  |
| 20.            | "The Angry Video Game Nerd Theme Song (Bear McCreary Remix)" | Kyle Justin                | 2:54    |  |
| Duração total: | Duração total:                                               | Duração total:             | 1:19:00 |  |

## Recepção
Angry Video Game Nerd: The Movie recebeu geralmente misturada com críticas positivas e negativas de críticos. O Hollywood Reporter chamou-o de um filme de culto "excessivamente longo e quase obsessivamente auto-indulgente" e "aspirante a culto" com valor de produção que "paira acima da qualidade do home-video por alguns entalhes admiráveis", observando que os "cineastas conseguem ancorar esses argumentos diferentes para seu argumento central sobre os jogadores de cruzeiros ".
O periódico estudantil do Michigan Daily da Universidade de Michigan deu a este filme uma revisão principalmente negativa, descrevendo-o como sem valor, mal editado, mal organizado e muito longo. Esta revisão argumentou que a trilha sonora de Bear McCreary era boa e o melhor aspecto do filme. O crítico observou que The Angry Video Game Nerd era " o show pioneiro da internet", que ele desfrutara muito, então o filme foi um "fracasso decepcionante".